# Agrostis lutosa
Agrostis lutosa é uma espécie de gramínea do gênero Agrostis, pertencente à família Poaceae.